# 1739

## Родени
- Софроний Врачански, български свещенослужител
- Йохан Кристиан фон Шребер, германски зоолог
- 4 февруари – Джон Робисън, шотландски физик
- 13 септември – Григорий Потьомкин, руски княз и държавник